# Prinia erythroptera
Prinia erythroptera là một loài chim trong họ Cisticolidae.